# Hl. Schutzengel (Berlin)

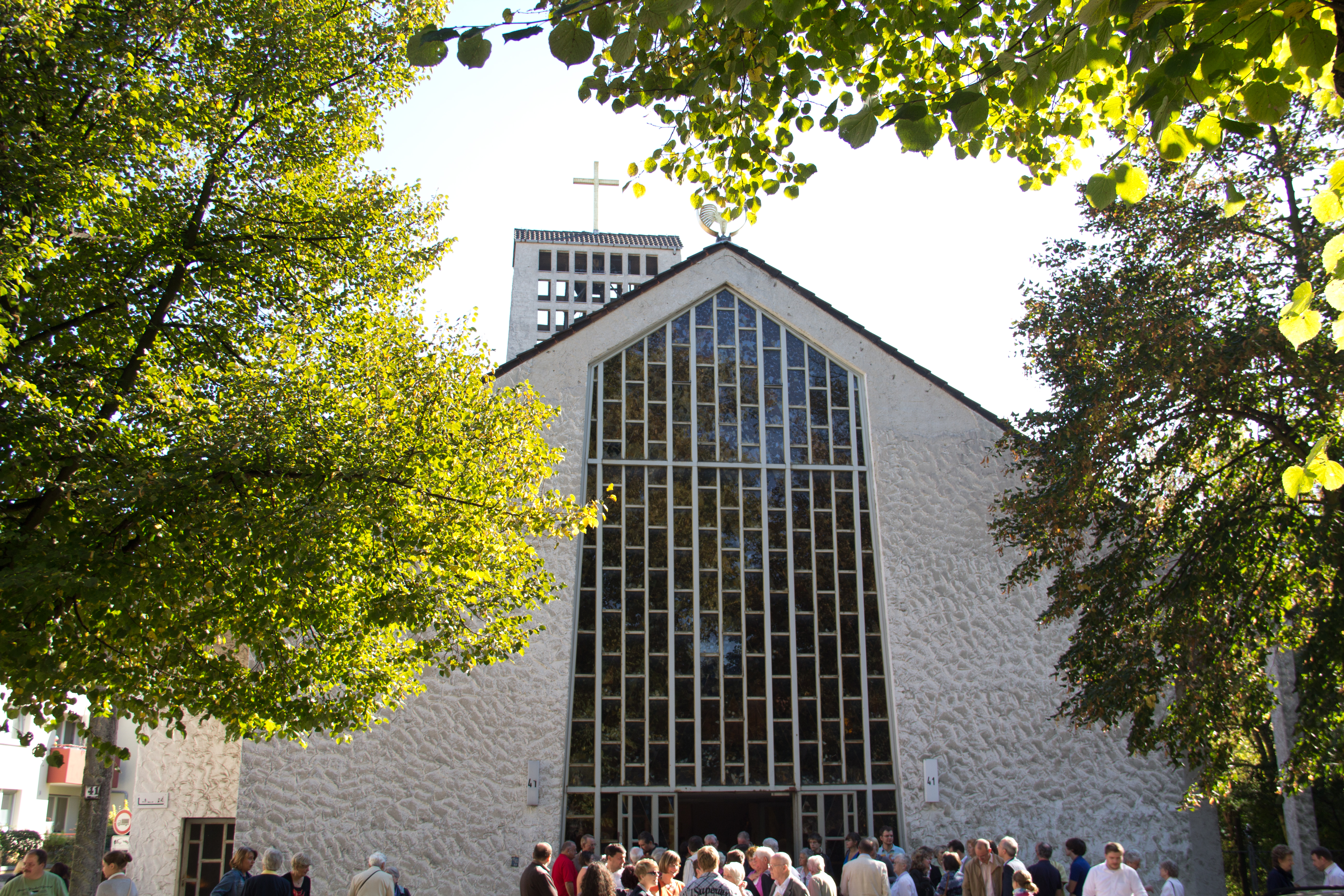
Kirche Hl. Schutzengel

Die ursprünglich römisch-katholische Kirche Hl. Schutzengel befindet sich im Berliner Bezirk Neukölln, Ortsteil Britz. Nach dem Verkauf der Kirche 2011 gehört diese jetzt der International Christian Church und wird „Cathedral of Prayer“ genannt.

## Geschichte
Im Jahr 1926 wurde vom Gärtner Reese das Grundstück Dorfstraße 25 (heute: Alt-Britz 41) erworben, um den Katholiken in Britz den weiten Weg zur Kirche der Muttergemeinde St. Eduard in Berlin-Neukölln zu verkürzen.
Am 24. September 1933 vollzog der Berliner Kapitelsvikar Steinmann die Grundsteinlegung. Das Kirchweihfest dieser ersten, nach einem Entwurf des Architekten Nordhoff entstandenen Schutzengel-Kirche feierten die Gläubigen zusammen mit Bischof Nikolaus Bares am 19. März 1934. Als am 1. April 1934 die Schutzengel-Gemeinde offiziell errichtet wurde, zählte sie 3500 Gläubige.
Nachdem die Kirche für die stark gewachsene Gemeinde zu klein geworden war, wurde 1961 ein größerer Neubau nach Entwurf der Berliner Architekten Rudolf Grosse und Heinz Völker eingeweiht.

## Baubeschreibung
Die zweite Schutzengel-Kirche ist eine Saalkirche auf trapezähnlichem Grundriss. Das mit einem Satteldach bedeckte Kirchenschiff ist ein Stahlbeton-Skelettbau, der von innen offen ist. Der zurückgesetzte Querriegelturm nimmt im Erdgeschoss den Altar auf. Die acht giebelförmigen Skelettbügel steigen vom Eingang zum eingezogenen, zeltförmigen Chor an und rücken in der Breite enger zusammen. Der Giebel ist im mittleren Bereich bis zum Dachfirst mit einem Sprossenfenster versehen. Die Schallöffnungen im Glockenturm, der mit einem  Satteldach bedeckt ist, bestehen aus kleinen Rechteckfenstern. 
Die drei Bronzeglocken wurden 1960 von Glockengießerei Rudolf Perner hergestellt.
| Schlagton | Gewicht (kg) | Durchmesser (cm) | Höhe (cm) | Inschrift                                       |
| --------- | ------------ | ---------------- | --------- | ----------------------------------------------- |
| dis′      | 1403         | 133              | 104       | REX PACIFICUS, MISERE RE NOBIS.                 |
| fis′      | 0866         | 113              | 088       | STA. MARIA, REGINA PACIS, ORA PRO NOBIS.        |
| gis′      | 0573         | 100              | 076       | STE. NICOLAE, INTERCESSOR PACIS, ORA PRO NOBIS. |

## Orgel

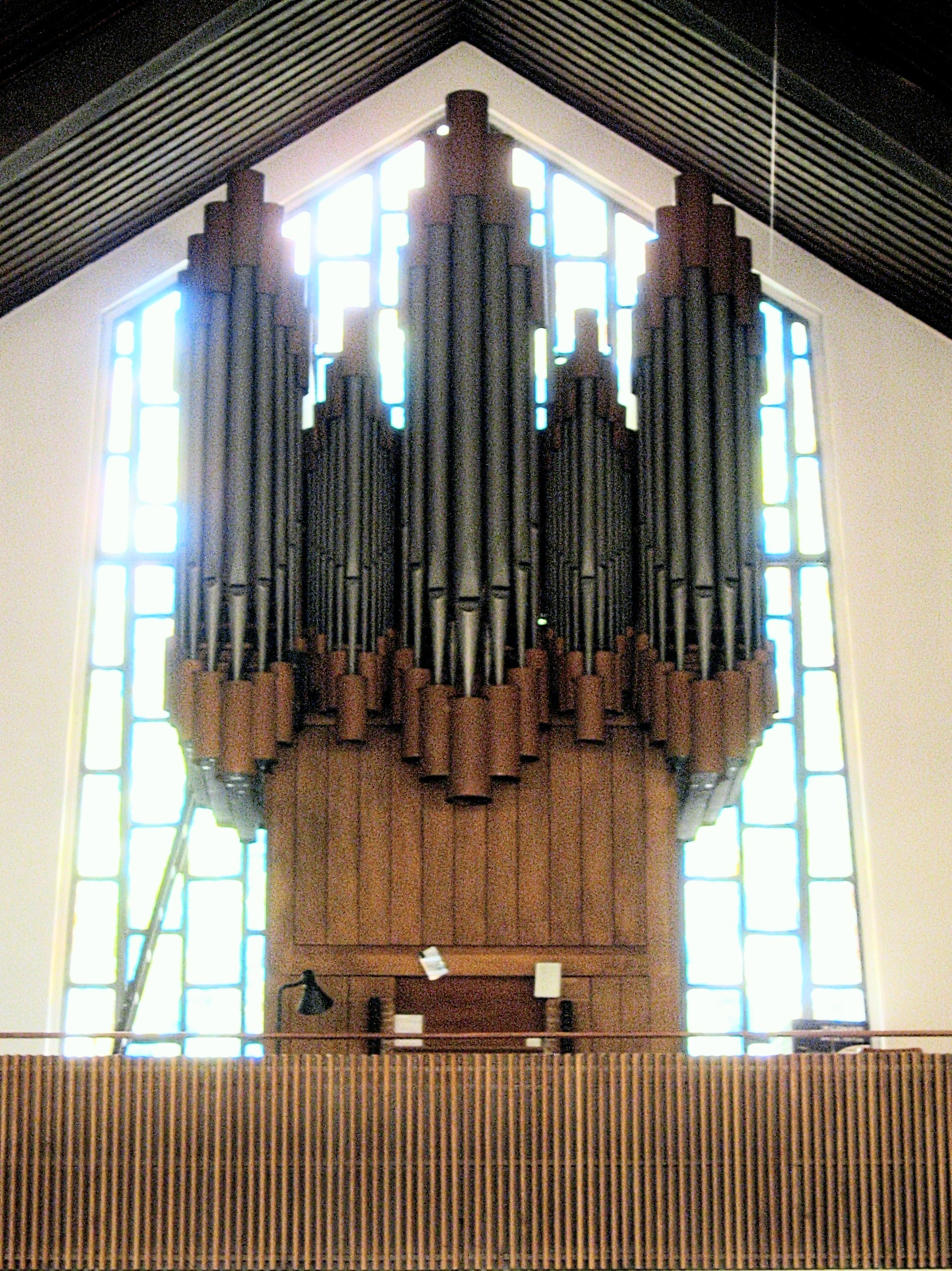
Orgel der Kirche

Die Orgel besitzt einen Schleifladen mit mechanischer Spiel- und Registertraktur. Auf zwei Manuale und Pedal sind 18 Register mit 1340 Pfeifen aus einer Zinn-Blei-Legierung (35–57 %) oder Holz und Zungenstimmen verteilt. Hergestellt wurde die Orgel vom Freiburger Orgelbau Hartwig und Tilmann Späth in March.

## International Christian Church
Nach der feierlichen Entwidmung der Kirche am 2. Oktober 2011 wurden Altar, Ambo und Taufstein aus schwarzem Naturstein in einer neuen Kirche in Stettin wiederverwendet. Tabernakel, Kreuz und Altarleuchter wurden an einen Kirchenneubau in Indien vermittelt. Der neue Eigentümer des Kirchengebäudes, die International Christian Church Berlin, zuvor African Christian Church, ist eine internationale charismatische pfingstkirchliche Gemeinde mit Mitgliedern überwiegend afrikanischer Herkunft.
Der katholische Kindergarten Heiliger Schutzengel wird auf dem Grundstück von der Kirchengemeinde Bruder Klaus weitergeführt.